# Eupithecia tabidaria
Eupithecia tabidaria är en fjärilsart som beskrevs av Inoue 1955. Eupithecia tabidaria ingår i släktet Eupithecia och familjen mätare. Inga underarter finns listade i Catalogue of Life.